# Elkouria Amidane

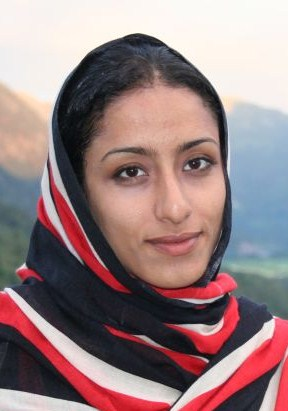
Rabab Amidane bei ihrem Besuch in Norwegen 2007.

Elkouria „Rabab“ Amidane (arabisch إلكوريا أميدان geb. 29. September 1985, El Aaiún, Westsahara) ist eine sahrauische Studentin und Menschenrechtsaktivistin. Sie hat im Laufe der Jahre einen gewaltlosen Kampf für die Selbstbestimmung in der Westsahara geführt und gegen Marokko für die Rechte sahrauischer Studenten demonstriert. Ihr wurde 2009 für ihre Arbeit für Menschenrechte und das sahrauische Volk der Student Peace Prize verliehen. Im schwedischen Parlament wurde sie mit dem Ordfront-Demokratiepreis ausgezeichnet.
Sie prangerte an, dass sahrauische Schüler in der Schule diskriminiert würden, da sie an ihrer Muttersprache Hassania erkannt werden. Mit Hilfe internationaler Menschenrechtsorganisationen verbreitete sie Videos und Fotos, die marokkanische Menschenrechtsverletzungen an der sahrauischen Bevölkerung dokumentieren. Diese wurden von Amnesty International veröffentlicht. Wegen ihrer politischen Aktivitäten wurden Amidane und ihre Familie inhaftiert, und die marokkanische Polizei durchsuchte häufig ihr Haus.

## Leben

### Jugend
Die Teile der Westsahara waren bis 1975 als letzte Kolonialprovinz Afrikas eine spanische Kolonie. Zwischen diesen Ländern und der sahrauischen nationalen Befreiungsbewegung, der Frente Polisario, entspann sich ein Krieg, aus welcher die Demokratische Arabische Republik Sahara (DADR) mit einer Exilregierung in Tindūf, Algerien, hervorging. Mauretanien zog sich 1979 zurück und Marokko erlangte schließlich die faktische Kontrolle über den größten Teil des Gebiets, einschließlich aller großen Städte und natürlichen Ressourcen.
Amidane besuchte die Grundschule in ihrer Heimatstadt El Aaiun, wo alle Lehrer Marokkaner waren. Sie prangerte an, dass sahrauische Schüler in der Schule diskriminiert würden, da sie an ihrer Muttersprache Hassānīya erkannt werden. Elkouria musste für ihre Hochschulbildung nach Marokko reisen, da es in der Westsahara keine Universitäten gibt.

## Engagement für die Verteidigung der Menschenrechte

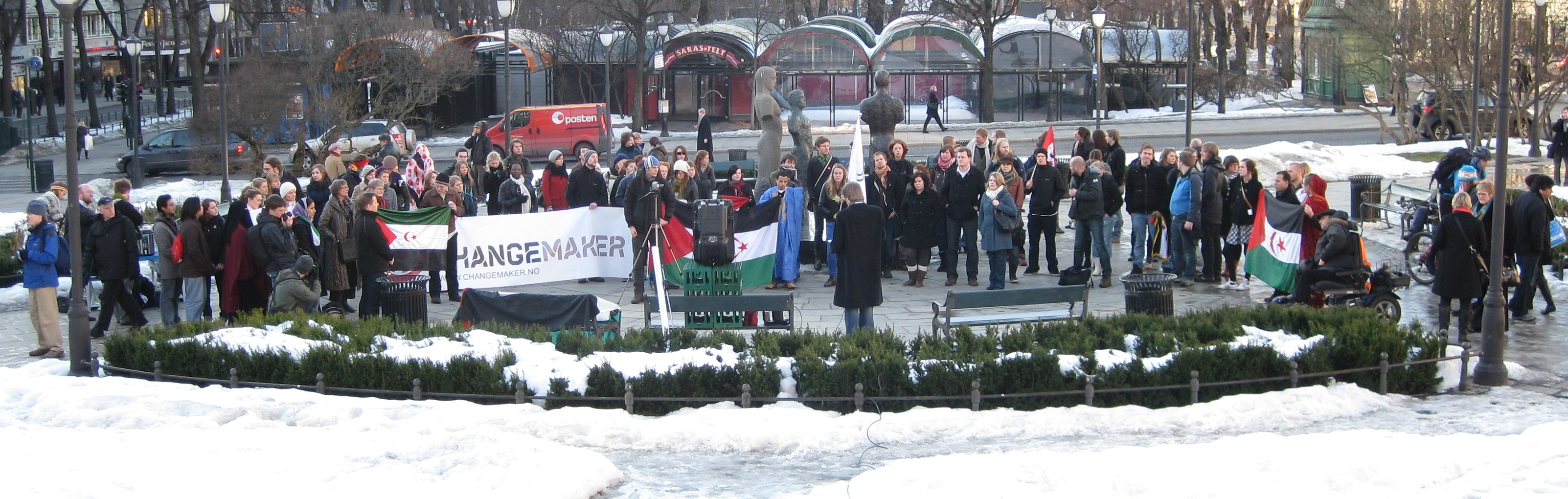
Demonstration zur Unterstützung von Rabab Amidane vor dem norwegischen Parlament, Oslo, 11. März 2009.

Als 2005 die Unabhängigkeits-Unruhen (Intifada) ausbrachen, wurde ihr jüngerer Bruder El Wali Amidane zusammen mit Dutzenden von Menschenrechtsaktivisten von der marokkanischen Polizei verhaftet. Die Strafen betrugen bis zu einem Jahr Gefängnis. Im Jahr 2006 wurde El Wali Amidane erneut verhaftet und zu fünf Jahren Gefängnis verurteilt. Sowohl Amidane als auch ihre Familie wurden wegen ihres politischen Engagements inhaftiert und gefoltert. Häufig wurde über Misshandlungen und Inhaftierungen von Amidanes Familienmitgliedern sowie über die Razzia der marokkanischen Polizei in ihrem Haus berichtet.
Vom 20. Juli bis zum 6. August 2007 bereiste sie als 22-Jährige Norwegen und Schweden, wo sie sich mit Studenten verschiedener Universitäten traf und von den Kämpfen in der Westsahara berichtete. Sie traf Truls Wickholm, einen schwedischen Parlamentarier, und verschiedene Führer der Arbeiterjugend. Sie hatte Begegnungen mit der norwegischen Studentenunion und dem norwegischen Studentenverband, die ihre starke Unterstützung für ihr Anliegen zum Ausdruck brachten. Die Organisationen schickten einen Brief an die marokkanische Regierung, um zu helfen, die Rechte der Sahraoui-Studenten zu schützen.
Amidane möchte über die Misshandlungen des saharauischen Volkes durch Marokko informieren. Mit Hilfe internationaler Menschenrechtsorganisationen verbreitete sie Videos und Fotos, die marokkanische Menschenrechtsverletzungen an der saharauischen Bevölkerung dokumentierten und von NGOs wie Amnesty International verwendet wurden. Am 4. Februar 2009 wurde Elkouria Amidane für ihre Arbeit für Menschenrechte und das saharauische Volk mit dem Studenten-Friedenspreis ausgezeichnet.
Am 21. Oktober 2011 wurde Amidane der Ordfront Democracy Prize im Schwedischen Parlament verliehen.